# NGC 1481
NGC 1481 este o galaxie lenticulară situată în constelația Eridanul. A fost descoperită în 13 noiembrie 1835 de către John Herschel. Se află la o distanță de 22 de megaparseci de Pământ.